# Catachlorops conspicuus
Catachlorops conspicuus är en tvåvingeart som först beskrevs av Lutz och Arthur Neiva 1914.  Catachlorops conspicuus ingår i släktet Catachlorops och familjen bromsar. Inga underarter finns listade i Catalogue of Life.